# Роджер, Питер
Питер Энтони Роджер (англ. Peter Anthony Rodger; 6 апреля 1965 год) — британский кинорежиссёр, фотограф и режиссёр рекламных видео. Известен созданием документального фильма «О, Боже мой!», а также работой в качестве режиссёра в фильме «Голодные игры». Лауреат премий Международного кинофестиваля в Хьюстоне, Международного кинофестиваля в Чикаго, Международного кино и видеофестиваля в США, премий Telly Awards и Mobius Awards.

## Биография
Родился 6 апреля 1965 года в семье британского фотожурналиста Джорджа Роджера и его американской помощницы Лоис «Джинкс» Роджер.
Роджер женился на малайзийской медсестре китайского происхождения, которая работала на съемочных площадках, а позже стала научным сотрудником кинокомпании. В браке родили двух детей, Эллиота Роджера и Джорджию. Примерно в 1996 году Роджер вместе с семьей переехал из Великобритании в Калифорнию. В 1998 году он развелся со своей женой. В 1999 году, после развода, Роджер женился на марокканской актрисе Сумайе Акабуне, от которой у него родился третий ребенок и второй сын, Джаз.
В 2014 году его старший сын, Эллиот Роджер, устроил массовое убийство в Айла-Висте, он убил 6 человек, а затем покончил с собой. После произошедшего Питер дал несколько интервью, чтобы пролить свет на инцидент и воспитание Эллиота. А также после событий имя его второго сына было изменено.

## Фильмография
| Год  |   | Название      | Роль                                            |
| ---- | - | ------------- | ----------------------------------------------- |
| 2009 | ф | О, Боже мой!  | Режиссёр, продюсер, сценарист, диктор, оператор |
| 2012 | ф | Голодные игры | Второй режиссёр                                 |
| 2018 | ф | Glimpsed      | Режиссёр, сценарист, продюсер, оператор         |
| 2024 | ф | It's Time...  | Режиссёр                                        |